# Festival di Amougies

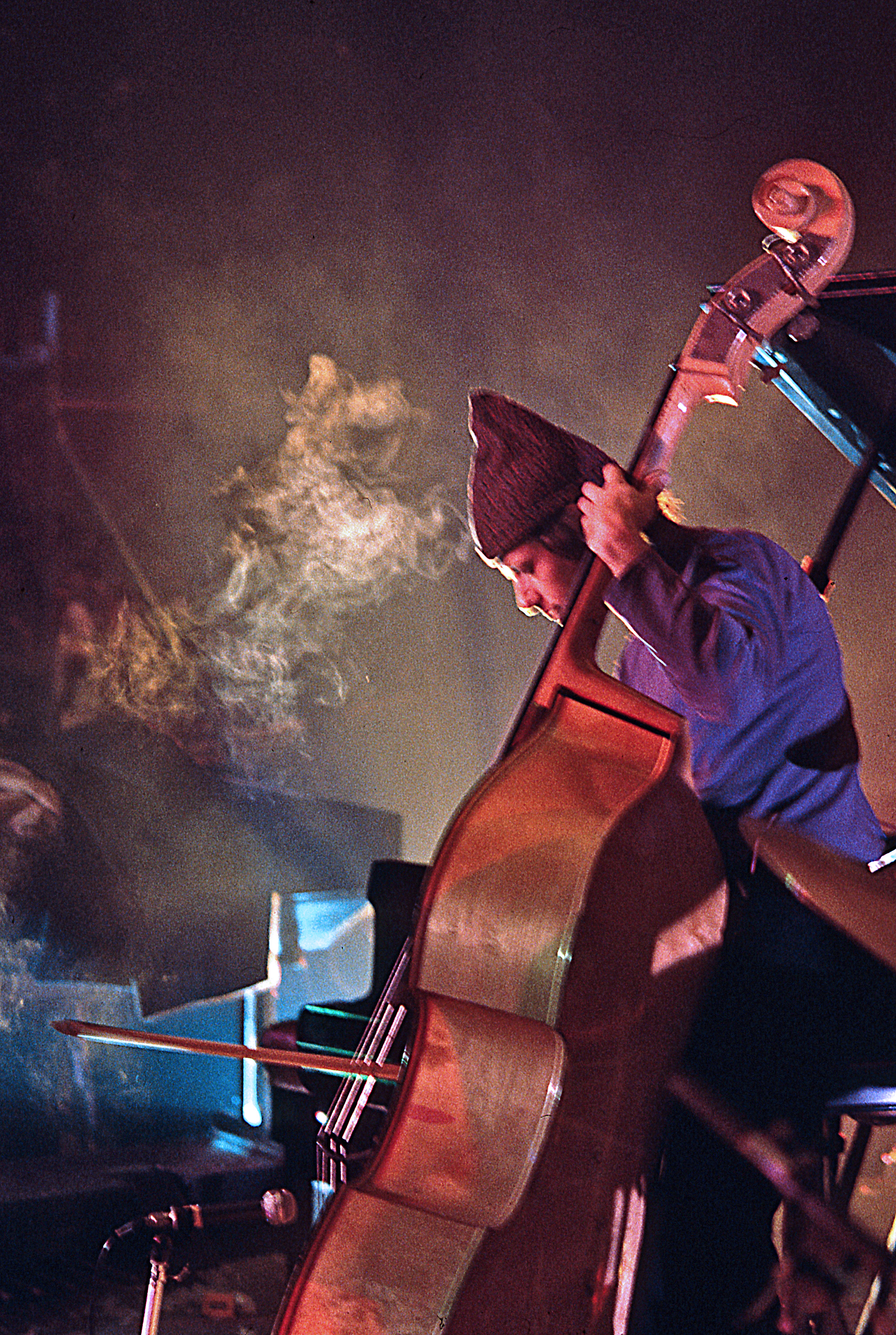
Alan Silva al Festival di Amougies nel 1969

Il Festival di Amougies fu organizzato dall'etichetta discografica BYG Records, nota per la serie Actuel specializzata in free jazz.

## Storia
Ebbe luogo alla fine di ottobre 1969 nella piccola città belga di Amougies. Inizialmente il festival doveva svolgersi a Parigi o nelle sue vicinanze, ma le autorità francesi, messe a dura prova durante gli scontri del maggio francese del 1968, decretarono all'ultimo momento l'annullamento della data. Ha visto la partecipazione di molti esponenti del progressive rock come Frank Zappa, Pink Floyd, Captain Beefheart, Soft Machine, Ten Years After, Yes e The Nice.
Il festival fu un successo popolare, con circa 20.000 visitatori in cinque notti, contro i 400.000 dell'analogo festival di Woodstock dell'agosto dello stesso anno, pertanto un fallimento dal punto di vista finanziario. Nel luglio 1970, Georgakarakos organizzò il festival Popanalia a Biot sulla Costa Azzurra, ma anche questo non ebbe successo finanziario. Entro il 1972, i problemi finanziari avevano afflitto BYG al punto in cui praticamente andò in clandestinità. Georgakarakos e Young in seguito formarono le proprie etichette discografiche, Celluloid (Georgakarakos) e Charly (Young). Nel 2002 una compilation contenente il meglio dell'etichetta, JazzActuel: una raccolta di avant garde/free jazz/psychedelia dal catalogo BYG/Actuel del 1969-1971, è stata pubblicata da Charly (come set di 3 CD) e Get Back Records of Italy (come set di 6 LP). La collezione è stata curata da Thurston Moore dei Sonic Youth e dal giornalista Byron Coley.

## Cronistoria
Dal 24 al 28 ottobre si alternano sul palco, in una kermesse musicale che dura 24 ore al giorno, molti tra i migliori musicisti del rock e del jazz di quel tempo, qui di seguito la lista dei partecipanti:

### Venerdì 24 ottobre
Pop Music
- Ten Years After
- Colosseum
- Aynsley Dunbar Retaliation
- Alan Jack Civilization

Free Jazz
- Art Ensemble of Chicago
- Sunny Murray
- Burton Greene
- 360 Degree Music Experience

Musica sperimentale
- Free Music Group

### Sabato 25 ottobre
Pop Music
- Pink Floyd
- Freedom
- Renaissance
- Alexis Korner & The New Church
- Blues Convention

Free Jazz
- Grachan Moncur III
- Arthur Jones
- Joachim Kühn
- Don Cherry

### Domenica 26 ottobre
Gruppi pop francesi
- Martin Circus
- Alan Jack Civilization
- Triangle
- We Free
- Cruciferius
- Indescriptable Chaos Rampant

Pop Music
- The Nice
- Caravan

Free Jazz
- Archie Shepp
- Kenneth Terroade
- Anthony Braxton

Musica sperimentale
- Germ (Pierre Mariétan)

### Lunedì 27 ottobre
Pop Music
- Yes
- The Pretty Things
- Chicken Shack
- Sam Apple Pie
- Frogeaters
- Gong
- Keith Tippett Group

Free Jazz
- Pharoah Sanders
- Dave Burrell
- John Surman
- Clifford Thornton
- Sonny Sharrock

Musica sperimentale
- Acting Trio

### Martedì 28 ottobre
Pop Music
- Soft Machine
- Captain Beefheart
- East Of Eden
- Fat Mattress
- Zoo

Free Jazz
- Alan Silva
- Robin Kenyatta
- Chris McGregor
- Steve Lacy
- Dave Burrell Big Band

Musica sperimentale
- Musica Elettronica Viva

Frank Zappa, ingaggiato come presentatore, si esibisce in improvvisate session con alcuni gruppi presenti: la Aynsley Dunbar Retaliation, i Pink Floyd, i Caravan, i Blossom Toes e i Sam Apple Pie. Molti dei musicisti del festival sono quelli che Delcloo ha invitato in estate e pubblicano in quell'anno un album con la BYG Actuel.